# Marchia Graniczna Poznańsko-Zachodniopruska

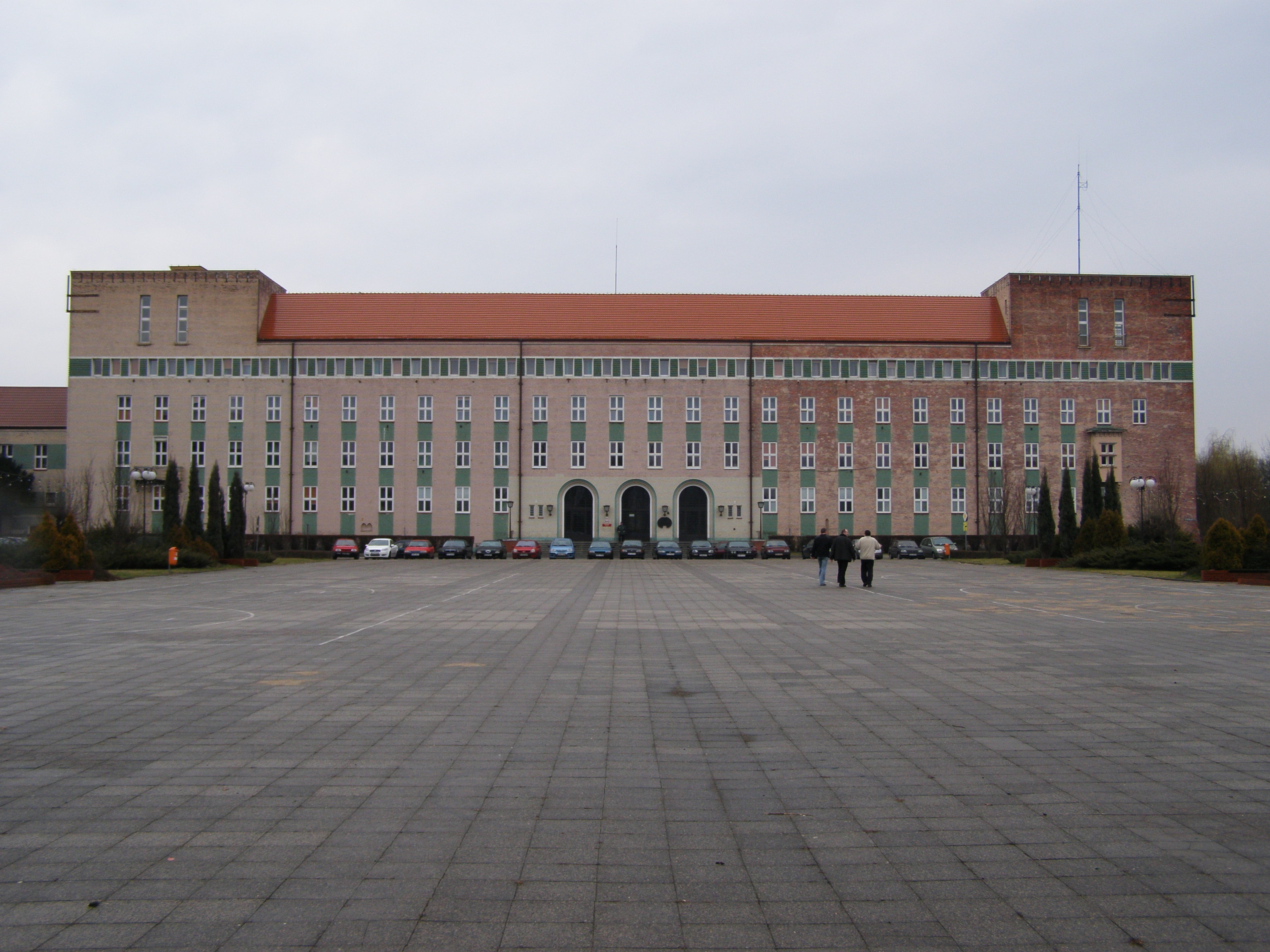
Siedziba władz Marchii w Pile

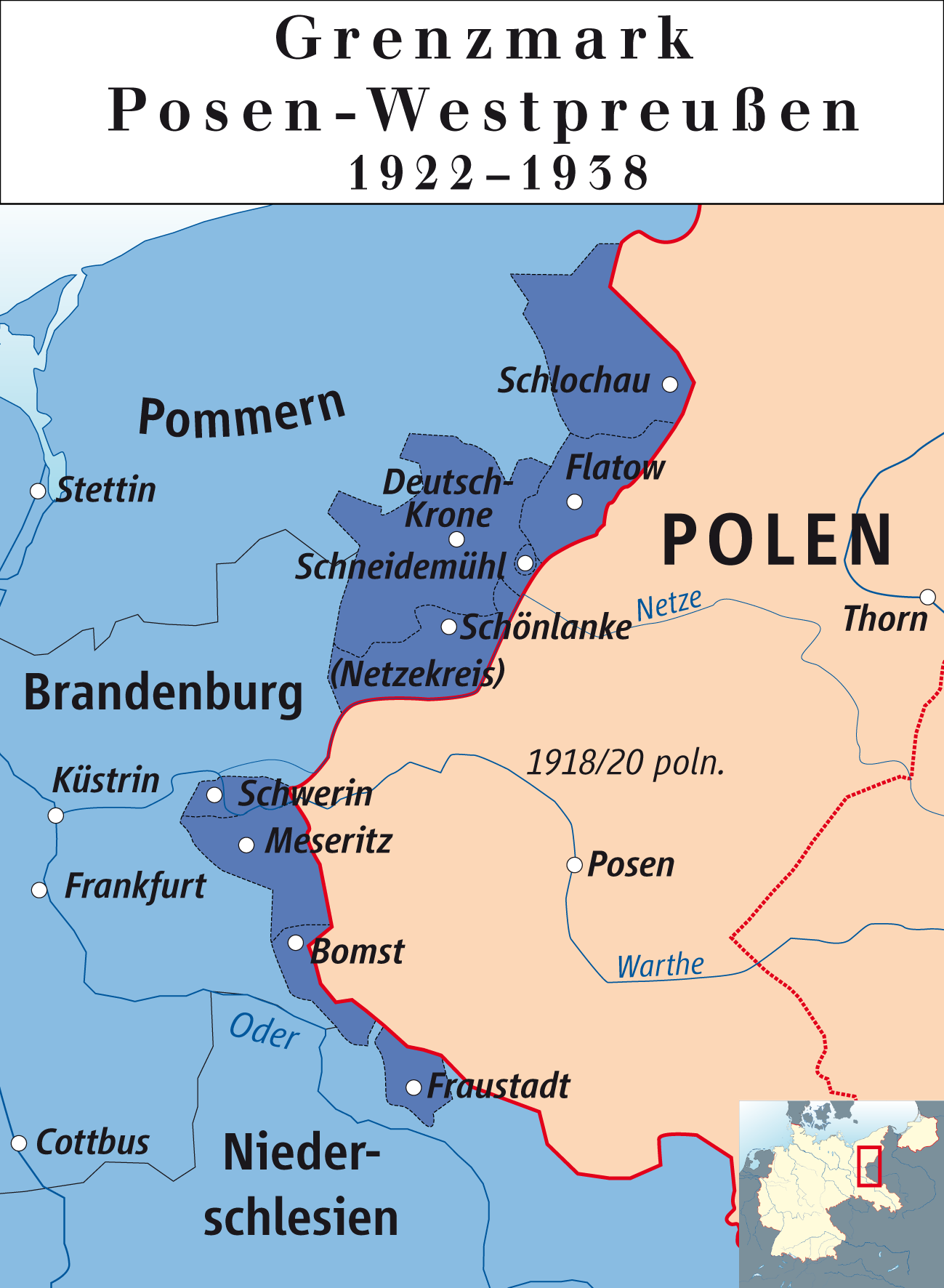
Marchia Graniczna Poznańsko-Zachodniopruska

Marchia Graniczna Poznańskie-Prusy Zachodnie, Pogranicze poznańsko-zachodniopruskie (niem. Grenzmark Posen-Westpreußen) – prowincja Prus w latach 1922–1938 utworzona z części Prus Zachodnich i Prowincji Poznańskiej, które nie powróciły do Polski po traktacie wersalskim. Stolicą prowincji była Piła. W 1933 roku prowincja miała powierzchnię 7695 km² i liczyła 337 578 mieszkańców.

## Historia
Po wybuchu powstania wielkopolskiego większa część prowincji poznańskiej znalazła się w rękach polskich. Pozostałe w rękach niemieckich części prowincji, obawiając się przymusowego wcielenia do Polski na mocy postanowień traktatu pokojowego, zaczęły w tej sytuacji optować za zmianą swojej przynależności administracyjnej. Jako pierwsze swoje zamiary w tym względzie zadeklarowały władze powiatów Leszno, Rawicz i Wschowa, które 4 stycznia 1919 wyraziły zamiar połączenia się z prowincją śląską. W ślad za tym zamiar przyłączenia do prowincji brandenburskiej ogłosiły powiaty babimojski, międzychodzki, międzyrzecki, nowotomyski, skwierzyński i wieleński. W celu zapewnienia władzy administracyjnej dla obszarów znajdujących się nadal pod kontrolą niemiecką, 20 stycznia 1919 prezydent rejencji bydgoskiej Friedrich von Bülow został upoważniony do przejęcia obowiązków nadprezydenta prowincji i prezydenta prowincji poznańskiej.
Ostateczny kształt granic państwowych określił podpisany w czerwcu 1919 Traktat wersalski, który usankcjonował podział ziem Prowincji Poznańskiej, a ponadto pozbawił Prusy większej części prowincji zachodniopruskiej (Pomorza Gdańskiego). Z pozostałych przy Prusach terenów rozporządzeniem pruskiego ministra spraw wewnętrznych z 2 sierpnia 1919 postanowiono utworzyć tymczasową administrację pod nazwą Regierungsstelle für den Verwaltungsbezirk Grenzmark Westpreußen-Posen. Decyzja ta była jednocześnie przekreśleniem wcześniejszej decyzji rządu Prus z 1 lipca 1919 o rozparcelowaniu przedmiotowego obszaru między sąsiednie prowincje (Wschowa miała trafić do prowincji dolnośląskiej, Człuchów, Złotów i Wałcz do prowincji pomorskiej, pozostałe powiaty wraz z Piłą do Brandenburgii, projekty te rozważano zresztą jeszcze w latach 1920–1922). Kontrowersje co do powołania nowej jednostki administracyjnej istniały zresztą również na miejscu, np. sejmik powiatu złotowskiego opowiedział się w tym czasie za przyłączeniem do prowincji pomorskiej. Również prezydent rejencji Bülow, mając na względzie trudności towarzyszące powstaniu w 1905 rejencji olsztyńskiej, proponował włączenie powiatów złotowskiego i człuchowskiego do rejencji koszalińskiej w prowincji pomorskiej, natomiast pozostałych powiatów do rejencji frankfurckiej. Pomimo tych obiekcji, 21 listopada 1919 utworzono w Pile filię rejencji bydgoskiej, którą w końcu stycznia 1920 przekształcono w Verwaltungsbezirk Schneidemühl/Regierungsstelle Schneidemühl.
Dla nowej jednostki administracyjnej przewidywano początkowo nazwę Westpreussisch – Posensches Grenzland (Pogranicze Zachodnioprusko-Poznańskie, którą zasugerował ostatni nadprezydent Prus Zachodnich Bernhard Schnackenburg). 11 stycznia 1921 dla rejencji przyjęto jednak nazwę Grenzmark Posen – Westpreussen (chodziło o to, by w obrębie Niemiec figurowały nazwy "Poznań" i "Prusy Zachodnie"). 13 marca 1922 do pruskiego Landtagu wpłynął projekt ustawy o ustanowieniu tu także prowincji (Gesetz über die Neuordnung der kommunalen Verfassung und Verwaltung in der Ostmark). W lipcu 1922 po kilkukrotnych czytaniach i debatach ustawa ta została przyjęta, a następnie, w dniu 21 lipca 1922 podpisana przez prezydenta Rzeszy Eberta. Na jej mocy utworzono prowincję, której organem przedstawicielskim – na wzór innych prowincji pruskich prowincji – został 30-osobowy Provinziallandtag. Stolicą Marchii – po sporach lokalizacyjnych z Wałczem – stała się Piła, aczkolwiek starosta krajowy prowincji i zarząd rejencji pilskiej do 1929 urzędowali budynkach prowincjonalnego zakładu dla obłąkanych w Obrzycach (niem. Obrawalde) pod Międzyrzeczem, tu też do 1928 odbywały się sesje landtagu.
W skład prowincji weszły powiaty: babimojski, wschowski, międzyrzecki, skwierzyński, notecki (pozostawione przy Rzeszy fragmenty powiatów Chodzież, Czarnków i Wieleń) oraz miasto Piła z dotychczasowej prowincji poznańskiej, a także powiaty złotowski, człuchowski i wałecki z prowincji zachodniopruskiej: razem 7695,24 km kw. z 24 miastami (w 1936 przybyło kolejne, Krzyż) i 390 gminami.
Z uwagi na absurdalny kształt tego tworu administracyjnego (3 części nie posiadające ze sobą połączenia), 1 października 1938 na mocy ustaw z 21 marca i 2 września 1938 prowincję zniesiono. Jej obszar podzielono między Śląsk (Wschowa oraz południowa część powiatu babimojskiego), Brandenburgię (Babimost, Międzyrzecz i Skwierzyna) i Pomorze. W Pile pozostawiono siedzibę rejencji, do której przyłączono powiaty choszczeński i strzelecki, a w 1938 przejściowo także myśliborski (z rejencji frankfurckiej Brandenburgii) oraz drawski i szczecinecki (z rejencji koszalińskiej Pomorza). Dla zachowania tradycji byłej prowincji, rejencja pilska została przemianowana na Grenzmark Posen-Westpreußen. Samodzielność prowincji stała się iluzoryczna już wcześniej, kiedy to w związku z przejęciem władzy w Niemczech przez nazistów zmuszono do ustąpienia mianowanego wcześniej na stanowisko nadprezydenta Hansa von Meiboma, a jego miejsce zajął Gauleiter Brandenburgii Wilhelm Kube, w wyniku czego powstała unia personalna urzędów nadprezydentów Brandenburgii i Marchii Granicznej.

## Podział administracyjny
Stolica: Schneidemühl (Piła)
Prowincja składała się z jednej rejencji – rejencji pilskiej (Regierungsbezirk Schneidemühl).
1 stycznia 1938 w skład prowincji wchodziły następujące powiaty:
Powiat grodzki (Stadtkreis):
- Schneidemühl (Piła)

Powiaty ziemskie (Landkreis):
- Bomst (Babimost)
- Deutsch Krone (Wałcz)
- Flatow (Złotów)
- Fraustadt (Wschowa)
- Meseritz (Międzyrzecz)
- Netzekreis (Powiat notecki)
- Schlochau (Człuchów)
- Schwerin (Warthe) (Skwierzyna)

## Nadprezydenci prowincji Marchia Graniczna
| Lata urzędowania | Nadprezydent                    | Lata życia |
| ---------------- | ------------------------------- | ---------- |
| 1922–1933        | Friedrich von Bülow             | 1868-1936  |
| 1933–1934        | Hans von Meibom (komisarycznie) | 1879-1960  |
| 1935–1936        | Wilhelm Kube (komisarycznie)    | 1887-1943  |
| 1936–1938        | Emil Stürtz                     | 1892-1945  |

## Po 1945 r.
Po przejęciu obszarów byłej Marchii przez Polskę, jej kształt sprzed 1938 pozostał widoczny w granicach powiatów, które do końca 1950 roku pozostały niezmienione. Powiaty te w 1946 podzielono między dwa województwa. Północne powiaty człuchowski, złotowski i wałecki weszły w skład nowo utworzonego województwa szczecińskiego, natomiast pozostałe powiaty – w trzech oddzielonych od siebie grupach – przyłączono do województwa poznańskiego: a) grupa północna, składająca się z miasta Piły i powiatu trzcianeckiego (dawny Netzekreis), który szybko przemianowano na powiat pilski; b) grupa zachodnia, składająca się z powiatów skwierzyńskiego, międzyrzeckiego i wąskiego babimojskiego; oraz grupa południowa, składająca się z maleńkiego powiatu wschowskiego (dwie gminy i dwa miasta). Powiat babimojski był ponadto powiatem niesamodzielnym, traktowanym de facto jako obwód babimojski, podlegający staroście i wydziałowi powiatowemu w Wolsztynie.
6 lipca 1950 powiaty grupy północnej weszły w skład nowo utworzonego województwa koszalińskiego, a powiaty grup zachodniej i południowej w skład nowo utworzonego województwa zielonogórskiego. Dawne granice Marchii zatarły się w kolejnych latach przez serię przeobrażeń składowych jej byłych powiatów:
- 1 stycznia 1951 do powiatu babimojskiego włączono miasto Sulechów oraz gminy Cigacice, Krężoły i Trzebiechów z powiatu świebodzińskiego oraz gminy Bojadła i Kolsko z powiatu zielonogórskiego, po czym siedzibę powiatowej rady narodowej w Sulechowie a nazwę powiatu zmieniono na powiat sulechowski[11].
- 22 sierpnia 1953 zmieniono granice powiatu człuchowskiego, włączając części gmin Brzezie, Cierznie i Łoża oraz miast Czarne i Lędyczek do powiatu szczecineckiego, a miasto Lędyczek do powiatu złotowskiego[12].
- 1 stycznia 1955 maleńki powiat wschowski powiększono o miasto Sława Śląska i gromady Sława Śląska, Stare Strącze, Lipinki i Krzepielów z powiatu głogowskiego oraz gromady Ciosaniec i Łupica z powiatu sulechowskiego; równocześnie powiększono powiat skwierzyński o gromadę Murzynowo z powiatu gorzowskiego[13].
- 31 grudnia 1961 zniesiono powiat skwierzyński. Skwierzyna oraz gromady Murzynowo, Świniary i Trzebiszewo weszły w skład powiatu gorzowskiego, natomiast gromady Bledzew, Goraj, Przytoczna, Rokitno i Sokola Dąbrowa zostały włączone do powiatu międzyrzeckiego (gromady Chełmsko i Wierzbno zniesiono tego samego dnia)[14].